# Parafia Najświętszej Marii Panny Wniebowziętej w Śmiglu

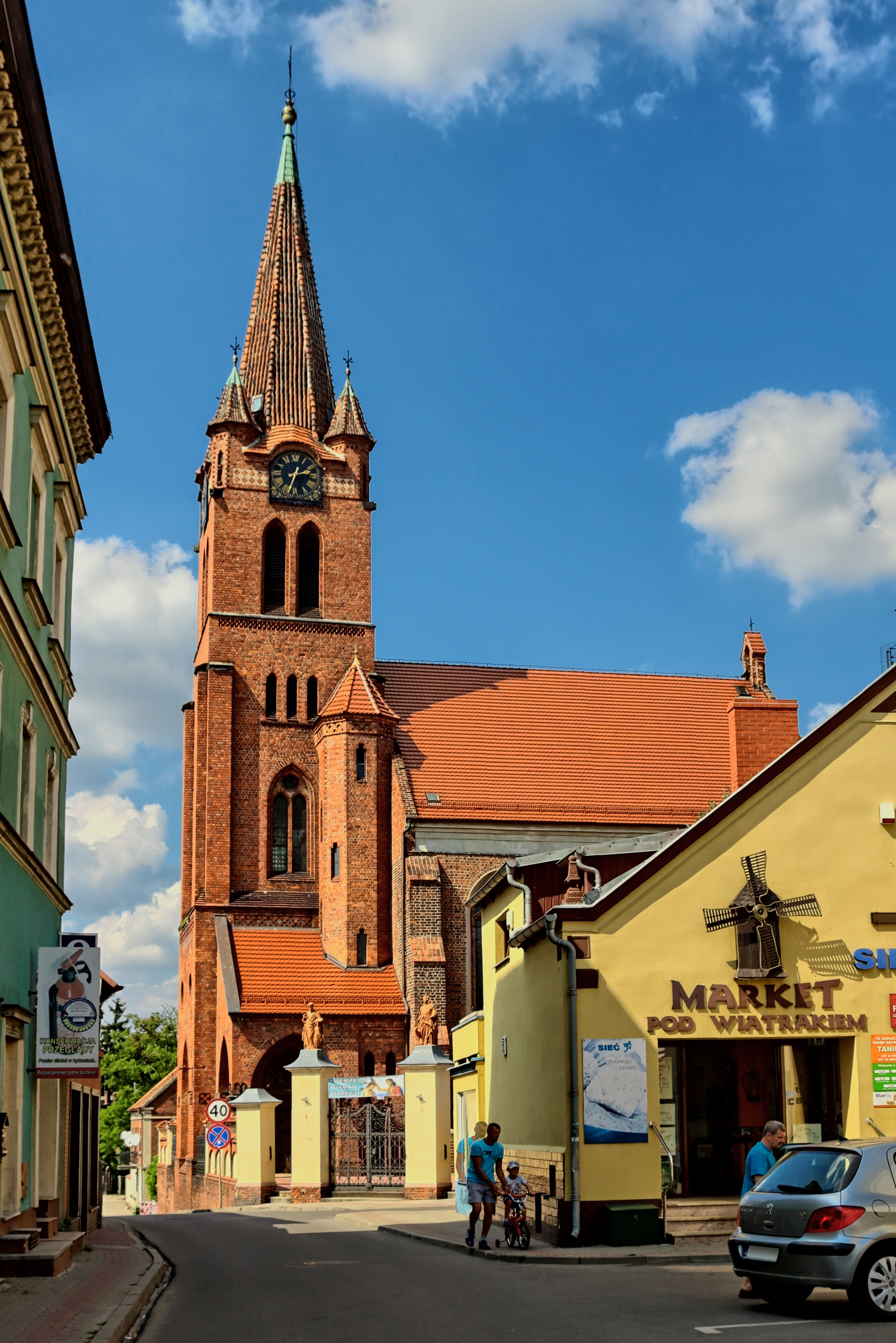
kościół parafialny

Parafia NMP Wniebowziętej w Śmiglu – jedna z dwóch rzymskokatolickich parafii w Śmiglu, należy do dekanatu śmigielskiego. 

## Historia
Parafia powstała około 1385 roku. Obecny gotycki kościół został zbudowany w XV wieku, kilkakrotnie palony i restaurowany. Mieści się przy ulicy Farnej. W 2016 roku ukazała się książka Tadeusza Dekierta 600 lat parafii farnej w historii Śmigla.